# Joey DeZart
Joseph DeZart II, noto come Joey DeZart (Jackson, 9 giugno 1998), è un calciatore statunitense naturalizzato giamaicano, centrocampista del Miami FC.

## Caratteristiche tecniche
È un mediano.

## Carriera

### Club
Nato a Jackson in New Jersey, inizia a giocare a calcio nel settore giovanile del Philadelphia Union per poi passare nel periodo del college al W.F. Demon Deacons; sempre in questo periodo fa alcune apparizioni in USL League Two con le maglie di Reading Utd e Carolina Dynamo.
Terminato il college nel Draft 2020 viene selezionato dall'Orlando City, con cui il 21 febbraio firma un contratto professionistico; il 25 luglio 2020 fa il suo esordio fra i professionisti giocando il match vinto 1-0 contro il Montréal Impact.

### Nazionale
Ha giocato nella nazionale giamaicana Under-20.

## Statistiche
Statistiche aggiornate al 3 settembre 2021.
| Stagione        | Squadra         | Campionato      | Campionato | Campionato | Coppe nazionali | Coppe nazionali | Coppe nazionali | Coppe continentali | Coppe continentali | Coppe continentali | Altre coppe | Altre coppe | Altre coppe | Totale | Totale |
| Stagione        | Squadra         | Comp            | Pres       | Reti       | Comp            | Pres            | Reti            | Comp               | Pres               | Reti               | Comp        | Pres        | Reti        | Pres   | Reti   |
| --------------- | --------------- | --------------- | ---------- | ---------- | --------------- | --------------- | --------------- | ------------------ | ------------------ | ------------------ | ----------- | ----------- | ----------- | ------ | ------ |
| 2017            | Reading Utd     | USL2            | 1          | 0          |                 | -               | -               |                    | -                  | -                  |             | -           | -           | 1      | 0      |
| 2018            | Reading Utd     | USL2            | 1          | 0          |                 | -               | -               |                    | -                  | -                  |             | -           | -           | 1      | 0      |
| 2019            | Carolina Dynamo | USL2            | 10         | 0          |                 | -               | -               |                    | -                  | -                  |             | -           | -           | 10     | 0      |
| 2020            | Orlando City B  | USL             | 2          | 0          |                 | -               | -               |                    | -                  | -                  |             | -           | -           | 2      | 0      |
| 2020            | Orlando City    | MLS             | 12         | 0          |                 | -               | -               |                    | -                  | -                  |             | -           | -           | 12     | 0      |
| 2021            | Orlando City    | MLS             | 13         | 0          |                 | -               | -               |                    | -                  | -                  |             | -           | -           | 13     | 0      |
| Totale carriera | Totale carriera | Totale carriera | 39         | 0          |                 | -               | -               |                    | -                  | -                  |             | -           | -           | 39     | 0      |